# Josef Novák (bezpartijní politik)
Josef Novák (28. října 1918 – 27. srpna 2002) byl český a československý politik a poúnorový bezpartijní poslanec Národního shromáždění ČSR.

## Biografie
Ve volbách roku 1954 byl zvolen do Národního shromáždění ve volebním obvodu Hlinsko jako bezpartijní kandidát. V Národním shromáždění zasedal do května 1958, kdy rezignoval a nahradil ho Přemysl Novotný. K roku 1954 se profesně uvádí jako soukromý zemědělec v obci Vojtěchov.